# Putney Bridge (metropolitana di Londra)
Putney Bridge è una stazione della metropolitana di Londra, sulla derivazione per Wimbledon della Linea District.

## Storia
La stazione venne aperta il 1º marzo 1880, con il nome di Putney Bridge & Fulham, quando la District Railway (DR, ora linea District) estese il tracciato da West Brompton. Fu capolinea fino al 1889 quando la DR costruì il Fulham Railway Bridge attraverso il Tamigi ed estese la linea a sud.
La stazione è la meno disagevole per raggiungere lo stadio di Craven Cottage, che non ha grandi mezzi di trasporto nelle sue vicinanze.

## Strutture e impianti
La stazione è adiacente a Fulham High Street e New Kings Road, a breve distanza dal Putney Bridge da cui prende il nome.
La stazione è compresa nella Travelcard Zone 2.

## Galleria d'immagini

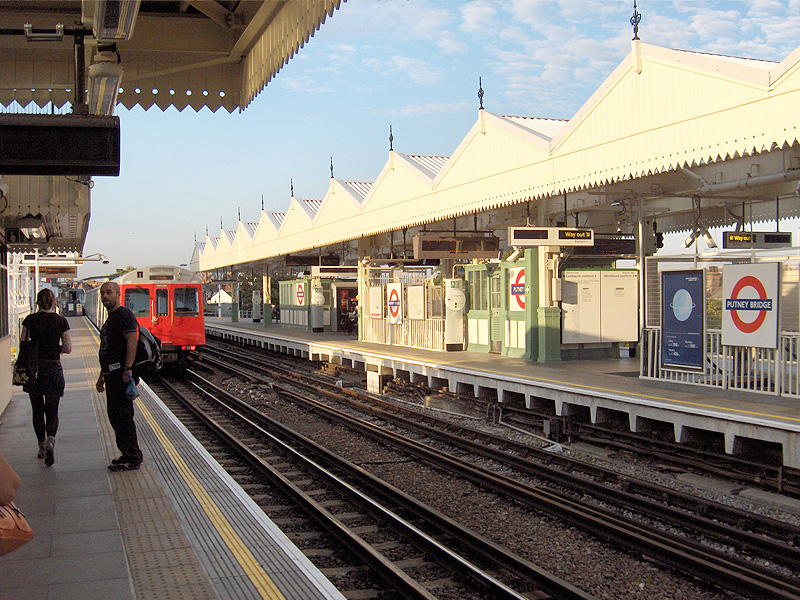
Stazione di Putney Bridge  (settembre 2006)
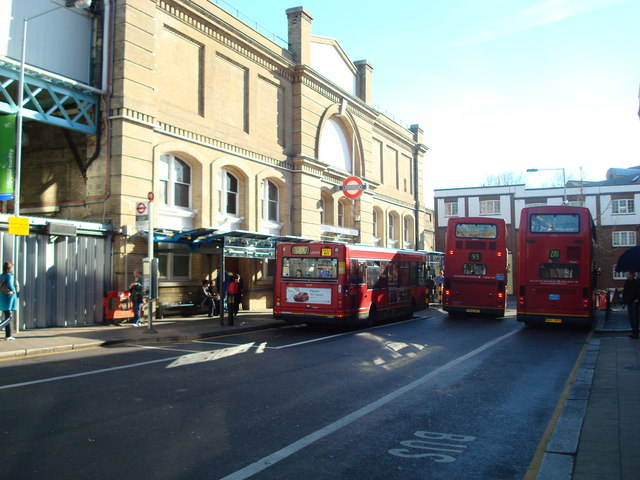
Esterno della stazione di Putney Bridge
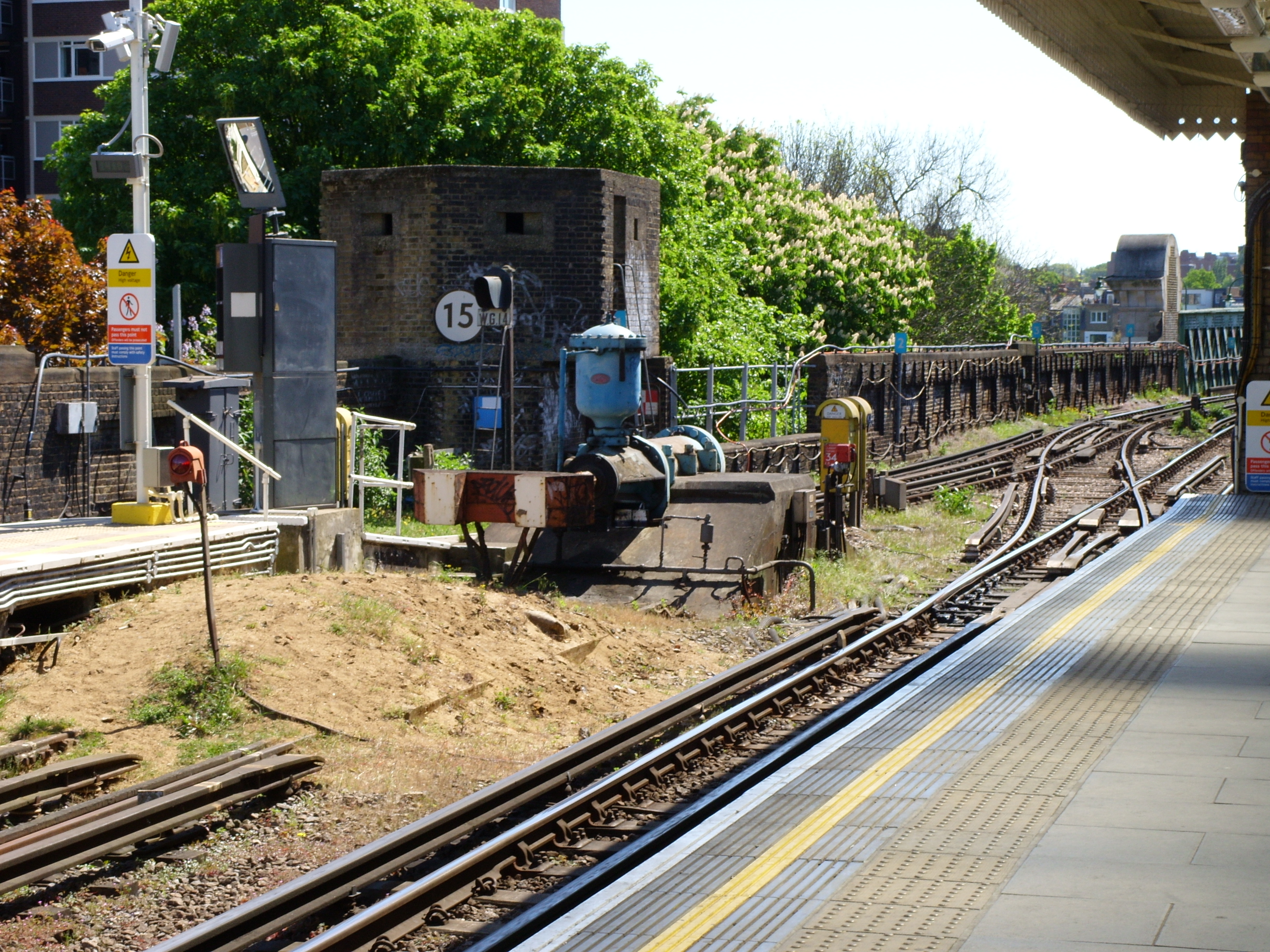
Piattaforma della stazione